# Serradigitus torridus
Espèce
Serradigitus torridus est une espèce de scorpions de la famille des Vaejovidae.

## Distribution
Cette espèce est endémique de Californie aux États-Unis. Elle se rencontre dans le comté de Kern.

## Description
Le mâle holotype mesure 31,0 mm et la femelle paratype 33,1 mm.

## Publication originale
- Williams & Berke, 1986 : « A new species of Serradigitus from central California (Scorpiones: Vaejovidae). » Pan-Pacific Entomologist, vol. 62, no 4, p. 350-354 (texte intégral).